# Хайнрих VI фон Флекенщайн
Хайнрих VI (VII) фон Флекенщайн (на немски: Heinrich VI (VII) von Fleckenstein; * пр. 1305; † между 27 май и 7 юни 1347) от благородническата фамилия Флекенщайн от Елзас е рицар и господар на Магенхайм-Байнхайм.

## Произход
Той е син на Хайнрих II фон Флекенщайн († 1309/1312), господар на Финстинген, и съпругата му Юта фон Магенхайм († сл. 1319), дъщеря на Еркингер IV фон Магенхайм († 1287) и Гута фон Ритберг († сл. 1279) или на Конрад II фон Магенхайм († сл. 1291) и Гута фон Лихтенберг († сл. 1291). Внук е на Рудолф фон Флекенщайн († 1267/1270) и Ита фон Финстинген († 1296/1297), дъщеря на Хуго I фон Финстинген-Малберг († сл. 1304) и графиня Катарина фон Цвайбрюкен († сл. 1275). Брат е на Йохан фон Флекенщайн († 1 септември 1342).
Баща му се жени втори път 1609 г. за Хелкина и той има полубрат Хайнрих фон Байнхайм († 1460).

## Фамилия
Хайнрих VI (VII) фон Флекенщайн се жени пр. 23 декември 1328 г. за Юта фон Бикенбах († сл. 1360), дъщеря на Готфрид II фон Бикенбах († 1333) и Сара фон Франкенщайн († сл. 1360). Те имат две деца:
- Хайнрих X фон Флекенщайн († сл. 9 април 1380/1381), господар на Родерн, Бикенбах, Зурбург, Флекенщайн, Цутцендорф-Зулц, женен пр. 31 октомври 1350 г. за Катарина фон Вазигенщайн († между 27 май 1373 и 23 март 1381), дъщеря на Ханс фон Вазигенщайн, Обервазигенстайн, Лютцелхард, манастир Арнсберг и Катарина фон Хюнебург († сл. 1367).
- Анна фон Флекенщайн († сл. 1347)

## Галерия
- Замък Флекенщайн
- Останки от замък Флекенщайн